# Park Narodowy Kornati
Park Narodowy Kornati (chorw. Nacionalni park Kornati) – park narodowy położony na archipelagu Kornati, we wschodniej Chorwacji.
Park swoim zasięgiem obejmuje 89 wysepek oraz pobliskie łąki podmwodne. Ponad 75% powierzchni parku obejmuje wody. Na lądzie można spotkać różnego rodzaju formy krasowe.
W 2007 roku wraz z Parkiem Krajobrazowym Telašćica został wpisany na listę informacyjną UNESCO.